# Спутник (фильм)
«Спу́тник» — российский научно-фантастический фильм ужасов Егора Абраменко. В главных ролях: Оксана Акиньшина, Пётр Фёдоров и Фёдор Бондарчук.
Изначально премьера фильма была запланирована на 16 апреля 2020 года, но в связи с пандемией COVID-19, премьеру перенесли в онлайн-формат. Показ состоялся 23 апреля 2020 года одновременно в онлайн-кинотеатре more.tv, видеосервисе Wink и онлайн-кинотеатре ivi. Фильм получил смешанные отзывы в российской и положительные в зарубежной прессе.

## Сюжет
СССР, 1983 год. Советский космический корабль «Орбита-4» с триумфом возвращается на Землю. Страна ликует и ждёт своих героев. Но от широких масс скрывается тот факт, что произошла загадочная катастрофа, которая стоила жизни члену экипажа. В происшествии подозревают выжившего космонавта Вешнякова (Пётр Фёдоров), который содержится в засекреченном центре под присмотром спецслужб.
Для разгадки случившегося и изучения состояния космонавта, руководитель центра — полковник КГБ Семирадов (Фёдор Бондарчук) привлекает врача-нейрофизиолога Татьяну (Оксана Акиньшина). Для Татьяны это шанс: за её нетрадиционный и новаторский подход к лечению вместе с сомнением в диагнозе более авторитетного врача ей угрожали увольнением и судом, а Семирадов обещает всё уладить. Пока что она знает, что у космонавта амнезия, а за сутки до происшествия на орбите со станцией пропала связь. Она предполагает, что космонавт сошёл с ума, и именно для этого её пригласили. На станции она получает ограниченный доступ и может пообщаться с Вешняковым. Татьяна находит в нём только тревожную депрессию и снижение чувствительности (в частности, он держит горячую чашку в ладони, не ощущая жара), что вполне объяснимо почти тюремной обстановкой. Так как больше она не видит причины оставаться, на утро её обещают отвезти обратно. На территории института она замечает заключённых, задействованных для «ремонта», а ночью сталкивается с ними на пробежке. Семирадов приглашает её на ночное наблюдение за Вешняковым, кардинально отличающееся от дневного наличием большого числа солдат. Она становится свидетелем того, что её пациент привёз из космоса неизвестную форму жизни: днём Вешняков — обычный человек с прекрасным здоровьем; но ночью он теряет сознание, и из его тела выползает некое инопланетное гуманоидное существо, находящееся с Вешняковым в симбиотической связи. По утверждению Семирадова, Вешняков ничего не знает о симбионте, и что тот не причиняет ему никакого вреда. Семирадов предлагает Татьяне или продолжать работу и придумать способ разделить космонавта и инопланетный «спутник», или подписать соглашение о неразглашении и вернуться в Москву. Татьяна соглашается продолжать, получает документы и подробную информацию. Пришельца пока не удалось разделить с космонавтом и, предположительно, он использует тело Вешнякова в качестве некоего скафандра, взамен наделяя того способностями к регенерации и поддержанием пика физической формы. Единственное, что Татьяна не может выяснить, это чем кормят симбионта, пока ведущий доктор Ригель уклончиво говорит, что он питается тем же, чем и сам Вешняков.
При общении с Вешняковым Татьяна нарочно провоцирует его, говоря, что, возможно, он сумасшедший и убил второго пилота, что он поместил своего ребёнка в приют и отказался от отцовства, высмеивает его звание Героя Советского Союза. Она решает таким образом проверить его гормональный фон при стрессе, а также выяснить, чем именно питается симбионт, чему противится Ригель. Татьяна настаивает на дневном перемещении Вешнякова в условия, приближенные к нормальным, без постоянного наблюдения через стекло. В новостях по телевизору он узнаёт, что второй космонавт жив и что полёт считается благополучно завершённым. Татьяна извиняется перед Вешняковым за причинённый ему стресс, в ответ он говорит, что ничего не знал о ребёнке, но теперь намерен его забрать. Ночью она пытается наладить контакт с симбионтом, повторяющим её движения через стекло. Она обращает внимание, что на него действует игрушка-неваляшка, личная вещь Вешнякова. Татьяна намерена пообщаться с существом ближе, для чего входит в камеру Вешнякова в скафандре и передаёт игрушку ему. Татьяна заключает, что симбионт и Вешняков имеют общую память и сознание, к тому же каждую ночь время пребывания симбионта вне тела увеличивается, возможно, однажды существу вообще больше не понадобится носитель. Татьяна просматривает записи и обнаруживает пробелы на плёнке, которые Ригель списывает на технический сбой, к тому же отличаются вечерние и утренние гормональные замеры Вешнякова. Она настаивает на допуске ко всей полноте исследований, на что Ригель вынужденно соглашается: ему необходима помощь Татьяны, так как за подобные исследования он планирует получить Нобелевскую премию. Ригель тайно провозит Татьяну в закрытый периметр на своей машине. Оказывается, для поддержания жизнедеятельности пришельца симбионту скармливают людей: симбионту не подходят для кормления животные. Ригель предполагает, что всё дело в кортизоле, который мозг человека вырабатывает при страхе. Татьяна резко осуждает такой способ кормления, но пока не может предложить альтернативу.
Утром Татьяна выводит Вешнякова на пробежку под своим контролем. Она использует это время, пока за ними не могут следить, для искреннего общения: она раскрывает Вешнякову всё, что знает о симбионте, в том числе и об убийствах, они договариваются встретиться ночью. Вешняков приводит Татьяну в закрытую медицинскую часть. Оказывается, он давно в курсе своего «спутника», чувствует его как часть себя, а скрывает это, чтоб не позволить Семирадову закрыть себя насовсем. Так как по телевизору было объявлено о трёх неделях карантина для прилетевших космонавтов, Вешняков просит продержать всё в тайне ещё две недели: тогда прибывшая комиссия больше не позволит Семирадову удерживать космонавта здесь. Так как эти две недели подразумевают продолжение кормления симбионта людьми, Татьяна резко против и называет Вешнякова чудовищем.
В разговоре с Семирадовым тот признаёт, что собирается взять пришельца под контроль для дальнейшего использования как биологическое оружие. Для кормления симбионта же используются не обычные люди, а заключённые, приговорённые к смертной казни. Семирадов говорит, что он проявляет необходимую инициативу, именно поэтому он пригласил именно Татьяну в надежде на то, что она поймёт и разделит его методы. На очередном кормлении Татьяна входит в клетку к Вешнякову. Симбионт не нападает на неё, но всё равно убивает свой «корм». Ригель подтверждает, что существо адаптируется всё больше, в частности, у него есть слух, а Семирадов узнаёт, что Вешняков и симбионт связаны больше, чем он предполагал. Семирадов предлагает Татьяне начать заново и снабдить её всеми ресурсами под собственную ответственность. Они преследуют разные результаты: Семирадов хочет, чтоб Вешняков установил контроль над существом, в то время как Татьяна стремится их разделить. Она определяет, что симбионт выбрал именно Вешнякова из-за ранней стадии развития онкологии и гормонального сбоя у другого космонавта, что можно использовать для их разделения в будущем.
Татьяна предлагает Ригелю совместный побег, так как они учёные, а не убийцы. У Татьяны есть план: с помощью укола, провоцирующего кратковременный гормональный сбой, она хочет вызвать отторжение существа из организма, тогда симбионт не проживёт вне тела дольше часа, а самого Вешнякова необходимо будет доставить к ближайшей реанимации. Вешняков сначала отказывается рисковать, так как чудовище может причинить вред людям, но Татьяна убеждает его. Ригель помогает им бежать и успевает передать информацию вышестоящим. Семирадов убивает Ригеля и даёт приказ убить Татьяну. Защищая её, Вешняков выпускает симбионта, который с лёгкостью уничтожает вооружённых солдат. План частично удаётся: Татьяна вывозит Вешнякова за пределы центра, но, когда Семирадов стреляет в существо на территории, это так же ранит и Вешнякова. Татьяна понимает, что она ошиблась. Семирадов настигает Татьяну и Вешнякова и привозит с собой убитого, как он думает, симбионта: но Вешняков возвращает себе контроль над ним и убивает Семирадова. Существо снова сливается с Вешняковым и излечивает его. Татьяна убеждает его отправляться в Москву, где обещает что-то придумать, но Вешняков решает всё сам и убивает себя, застрелившись из пистолета Семирадова.
Спустя время Татьяна приезжает в детский дом в Ростов-на-Дону с документами на усыновление сына Вешнякова.

## В ролях
| Актёр            | Роль                          |
| ---------------- | ----------------------------- |
| Оксана Акиньшина | Татьяна Юрьевна Климова       |
| Пётр Фёдоров     | Константин Сергеевич Вешняков |
| Фёдор Бондарчук  | полковник Семирадов           |
| Антон Васильев   | Ян Леонидович Ригель          |
| Алексей Демидов  | Кирилл Аверченко              |
| Павел Устинов    | конвойный                     |
| Наталья Швец     | председатель комиссии         |

## Производство и выпуск
«Спутник» безвозвратно получил государственную поддержку на 90 млн рублей — 46,3 % от бюджета в 194 380 671 рублей.
7 октября 2019 года Sony выпустила первый трейлер фильма.
Международная премьера фильма «Спутник» состоялась на фестивале Tribeca Film Festival.
Премьера фильма в России состоялась 16 апреля 2020 года на платформе Wink и онлайн-кинотеатрах ivi и more.tv, где он за месяц собрал более одного миллиона просмотров.
Премьера фильма в США состоялась 14 августа 2020 года. Несмотря на то, что фильм в России из-за пандемии был перенесён в онлайн, в США премьера фильма состоялась в 32 кинотеатрах и в первый день американского проката фильм собрал 12 тысяч долларов. Мировые сборы составили 340 тысяч долларов.

## Критика и отзывы
Фильм получил смешанные отзывы в российской прессе, средняя оценка на агрегаторе «Критиканство» — 67 баллов на базе 48 рецензий и более положительные в зарубежной. На сайте Rotten Tomatoes рейтинг составляет 87 % с учётом 119 критических обзоров. На агрегаторе Metacritic, средняя оценка фильма составила 61 балл из 100 на основании 19 отзывов.
Василий Степанов и Станислав Зельвенский указали на очевидное влияние «Чужого». Дмитрий Шепелёв в журнале «Игромания» написал, что диалоги и раскрытие персонажей в фильме «Спутник» слабые и очень похожи на поведение героев из старых голливудских фильмов, которые большинство русских зрителей смотрели ещё в эпоху VHS. Автор также заявил, что если бы фильм вышел именно тогда, он вряд ли стал классикой, но нашёл бы свою аудиторию. Андрей Гореликов в обзоре «Искусство кино» посчитал, что создатели поступили логично, выбрав 1980-е годы, поскольку научная фантастика не осмысляет будущее, а скорее отстаёт от настоящего. Советская космическая программа сама насаждала враждебность: так это виделось в 1983 году, на пике холодной войны. Кирилл Шайдуров в рецензии для журнала «Мир фантастики» заявил, что всех зрителей от фильма оттолкнуло название «Фонда кино», а другие не стали смотреть, ожидая увидеть вторичный хоррор в псевдосоветских декорациях. Но на самом же деле фильм был не об инопланетном чудовище, противостоящем спецслужбам, а о людях. По мнению Антона Долина, «Спутник» больше похож на «Нечто» Джона Карпентера и ранние ужасы Дэвида Кроненберга. Среди влияний также назывались «Живое» и «Прибытие». Приглушённые краски, серые тона и безнадёжный фон напоминают сериал «Чернобыль».
Владислав Шуравин в рецензии для Film.ru ругал «Спутник» за то, что в фильме «перегнули с зеками», зато похвалил за атмосферу вакуума, показанного в подземных лабораториях больше, чем в космосе, и полное воссоздание всех предметов из СССР. Павел Воронков из Газета.Ru подчеркнул, что «к фильму, вроде бы, можно придираться, но не хочется. И что, в отличие от крайне проблемного „Аванпоста“ Егора Баранова (где тоже играл Фёдоров), „Спутник“ совершенно не больно смотреть. Не факт, что это подразумевалось, однако выходит так, что все мы — кровожадные твари, которые по удачному стечению обстоятельств придумали себе мораль».
Хидэо Кодзима посмотрел «Спутник» в 2021 году и купил японское издание на Blu-ray с локализованным постером, который вызвал у него удивление. Геймдизайнер написал, что это не боевик на выживание, а отличный и суровый научно-фантастический фильм о Советском Союзе во время холодной войны 1980-х годов. Также ему понравилась Оксана Акиньшина.
В сентябре 2020 года фильм занял первое место в категории «хоррор» в американском iTunes. Фильм включили в списки лучших фантастических фильмов 2020 года такие западные издания как Thrillist, Film School Rejects, Paste, WhatCulture, Looper.

### Награды
| Награда | Год             | Категория                | Номинант | Результат | Ссылки |
| ------- | --------------- | ------------------------ | -------- | --------- | ------ |
| Сатурн  | 26 октября 2021 | Лучший иностранный фильм | Спутник  | Номинация | [ 37 ] |

## Ремейк
В марте 2021 года было объявлено, что продюсеры кинокомпаний «Водород», Art Pictures Studio и Hype Film объединились с голливудскими студиями Village Roadshow и 6th and Idaho, чтобы снять англоязычный ремейк фильма.